# فيك مونيز
فيك مونيز (بالإنجليزية: Vik Muniz)‏ واسمه الكامل خوسيه فيسنتي دي أوليفيرا مونيز ولد يوم 28 ديسمبر 1961 ، في ساو باولو، البرازيل، يعمل في مجال الفنون المرئية يقيم في مدينة نيويورك الأمريكية.

## مسيرته
بدأ مونيز مسيرته في عالم النحت في أواخر الثمانينات من القرن الماضى. وأصبح مونيز مشهورا بعدما صنع سلسلة من الصور عام 1997 من الشوكولاته وصور عام 2006 من القمامة
في عام 2010، شارك في فيلم أرض النفايات، من إخراج لوسي ووكر، وظهرت أعمال مونيز على واحد من أكبر
مقالب القمامة في العالم، في جارديم قرامش، في ضواحي ريو دي جانيرو. ورشح الفيلم لجائزة أفضل فيلم وثائقي في حفل توزيع جوائز الأكاديمية ال83
فيك مونيز اعتاد ان يتخد الصور التي تكون كأساس لأعماله الفنية من أعمال أخرى لفنانين مشهورين. على سبيل المثال، استخدم مونيز الجيلي وزبدة الفول السوداني في إنشاء عمل فنى على شكل موناليزا مزدوجة.

## روابط خارجية
- فيك مونيز على موقع IMDb (الإنجليزية)
- فيك مونيز على موقع ألو سيني (الفرنسية)
- فيك مونيز على موقع أول موفي (الإنجليزية)
- فيك مونيز على موقع قاعدة بيانات الفيلم (الإنجليزية)
- فيك مونيز على موقع كينوبويسك (الروسية)